# カントール集合
カントール集合（カントールしゅうごう、英: Cantor set）は、フラクタルの1種で、閉区間 [0, 1] に属する実数のうち、その三進展開のどの桁にも 1 が含まれないような表示ができるもの全体からなる集合である。1874年にイギリスの数学者ヘンリー・ジョン・スティーヴン・スミスにより発見され、1883年にゲオルク・カントールによって紹介された:65。
カントールの三進集合とも呼ばれ、カントル集合、カントルの三進集合とも表記される。フラクタル概念の生みの親であるブノワ・マンデルブロは、位相次元が 0 の図形をダスト（塵）と呼び、カントール集合のことはカントール・ダストやカントールのフラクタルダストと呼んでいた。

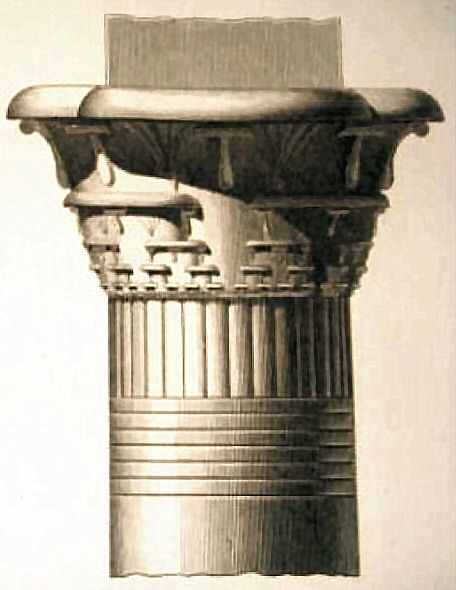
カントール集合のような模様がついた柱頭。Jollois, Jean-Baptiste Prosper. "Description d'Egypte" よりフィラエ島の彫刻

## 歴史的注意
カントール自身は、カントール集合を一般の抽象的手法によって定義し、三進構成は至る所疎な完全集合というより一般の概念の一例として述べたに過ぎない。原論文ではこの抽象概念の様々に異なる構成が提示されている。
この集合はカントールがそれを発案したときには既に抽象的なものと考えられていた。カントール自身は、三角級数が収束しない点全体の成す集合という実際上の懸案からカントール集合を導き出した。この発見は、カントールを無限集合に関する抽象的一般論の発展へと駆り立てるものであった。
フィラエ島にある古代エジプトの建物の柱頭にはカントール集合に似た模様が付けられている。カントールのいとこはエジプト学者であったから、カントールもそれを見ている可能性はある。

## 構成

上から下に3等分した真中を抜くという操作を繰り返す。その極限がカントール集合である。上図は操作を6回繰り返した状態までを示す。

カントール集合は、幾何学的には、線分を3等分し、得られた3つの線分の真ん中のものを取り除くという操作を、再帰的に繰り返すことで作られる集合である。ここで、取り除く線分は開区間である。すなわち、単位区間I = [0, 1] から、1回目の操作では (1/3, 2/3) を取り除き、2回目の操作では (1/9, 2/9) と (7/9, 8/9) を取り除き……といった具合に操作を無限に繰り返し、残った部分集合がカントール集合である。
最初の集合を C0 = I, 1回目操作後の集合を C1, 2回目操作後の集合を C2, ……とし、n 回目操作後の集合を Cn としたとき、和集合の形式では各集合は以下のように表せる。
{\displaystyle {\begin{aligned}C_{0}&=\left[0,1\right]\\C_{1}&=\left[0,{\frac {1}{3}}\right]\cup \left[{\frac {2}{3}},1\right]\\C_{2}&=\left[0,{\frac {1}{9}}\right]\cup \left[{\frac {2}{9}},{\frac {3}{9}}\right]\cup \left[{\frac {6}{9}},{\frac {7}{9}}\right]\cup \left[{\frac {8}{9}},1\right]\\&\vdots \\C_{n}&=\left[0,{\frac {1}{3^{n}}}\right]\cup \dots \cup \left[{\frac {3^{n}-1}{3^{n}}},1\right]\end{aligned}}}
Cn とその1つ手前の Cn−1 との関係は、次のように与えられる。
{\displaystyle C_{n}={\frac {C_{n-1}}{3}}\cup \left({\frac {2}{3}}+{\frac {C_{n-1}}{3}}\right)}
{\textstyle \bigcap _{n=0}^{\infty }C_{n}} がカントール集合となる。カントール集合を単に記号 C で表すと、初期単位区間 I との差集合として次のような閉じた式で表すことができる。
{\displaystyle C=I\setminus \bigcup _{m=1}^{\infty }\bigcup _{k=0}^{3^{m-1}-1}\left({\frac {3k+1}{3^{m}}},{\frac {3k+2}{3^{m}}}\right).}
カントール集合の別の構成方法としては、次のような離散力学系の写像 f: I → Aによるものがある。
{\displaystyle f(x)=\left\{{\begin{matrix}3x&x<{\frac {1}{2}}\\\\3(1-x)&{\frac {1}{2}}\leq x\end{matrix}}\right.}
任意な初期点を x0 ∈ I とし、fのn回の反復合成を f n としたとき、{\displaystyle \lim _{n\to \infty }f^{n}(x_{0})=-\infty }とならない x0 を元とする集合がカントール集合となる。
この力学系は傾き 3 としたテント写像ともいえる。通常のテント写像の傾きは [0, 2] の範囲で想定され、この傾きの範囲ならば x0 ∈ I である限り値域 A も最大で  I であり、x が発散することはない。しかし傾きが 2 を超えると、ほとんどの初期点は有限の n 回反復後に I の外に出てしまい、Iの中に二度と戻らなくなる。傾き3でもほとんどの点で発散するが、カントール集合Cに属する x0 のみが発散しない。よって、カントール集合は以下のようになる。
{\displaystyle C=\left\{x_{0}:\lim _{n\to \infty }f^{n}(x_{0})\neq -\infty \right\}}

## 性質
カントール集合はフラクタル図形の一種で自己相似性を持つ。フラクタル次元の一つであるハウスドルフ次元は log 2 / log 3 (= 0.6309297...) で、1 よりも小さい値を持つ。カントール集合は、ルベーグ測度は 0 でありながら、濃度は実数に等しい集合（連続体濃度の非可算集合）として有名な例である。

### 自己相似性
カントール集合はフラクタルの原型である。これが自己相似であることは、それが自身を 1/3 に縮小して平行移動した二つの部分に等しいことによる。より精確に、左自己相似変換 TL(x) ≔ x/3 および右自己相似変換 TR(x) ≔ (2 + x)/3 という二つの写像が存在して、カントール集合 C は同相の違いを除いて不変: {\textstyle T_{L}({\mathcal {C}})\cong T_{R}({\mathcal {C}})\cong {\mathcal {C}}} である。
TL, TR を反復的に適用する仕方は無限二分木として視覚化することができる。つまり、その木の各節点において左か右の部分木を考えることができる。集合 {TL, TR} に写像の合成で積を入れたものはモノイドを成し、二進モノイドと呼ばれる。
二分木の自己同型写像はその双曲的回転であり、モジュラー群によって与えられる。したがって、カントール集合は、カントール集合 C に属する任意の二点 x, y に対し h(x) = y を満たす同相写像 h: C → C が存在するという意味において等質空間である。これら同相写像はメビウス変換として陽に表すことができる。

### 保存法則
スケール変換と自己相似性の背景に、ある種の保存則が支配していることがわかる。カントール集合の場合、それは構成過程の各段階において取り残されるすべての小区間に関する df 次モーメント（ただし df はカントール集合のフラクタル次元）が、常に等しく、カントール集合の df 次モーメントに一致するという事実に見ることができる
:168。構成の n 段目における系には長さ 1/3n の小区間が 2n 個存在するから、それら小区間に {\textstyle x_{1},x_{2},\dotsc ,x_{2^{n}}} とラベルを付ければ、df-次モーメントは {\displaystyle x_{1}^{d_{f}}+x_{2}^{d_{f}}+\dotsb +x_{2^{n}}^{d_{f}}=1\quad (\because x_{1}=x_{2}=\dotsb =x_{2^{n}}=1/3^{n},\,d_{f}=\ln 2/\ln 3)} を満たす。

### 次元定理
カントール集合の本質的性質のひとつは、任意の与えられたハウスドルフ次元 r に対するフラクタルを十分に与えることである。
定理 (Hausdorf dimension theorem)
任意の r > 0 に対して、n ≥ ⌈r⌉ なる n をとれば、n-次元ユークリッド空間 Rn におけるハウスドルフ次元 r のフラクタルは非可算個存在する

### 測度と確率
カントール集合は二進列全体の成すコンパクト群と見なせるから、自然なハール測度を備えている。カントール集合全体の測度を 1 に正規化するとき、それをコイントスの無限列のモデルとすることができる。さらに言えば、区間上の通常のルベーグ測度がカントール集合上のハール測度の像となることが示せる。他方、三進集合への自然な埋め込みでは特異測度の標準例となる。あるいはまた、このハール測度がカントール集合を適当な仕方で普遍確率空間とする任意の確率測度の像となることも示せる。
ルベーグ測度論において、カントール集合は非可算な零集合の例を与える。

### カントール数
カントール集合に属する数をカントール数と呼ぶことにすれば
1. [0, 2] に属する任意の実数はふたつのカントール数の和に書ける;
2. 任意の二つのカントール数の間には必ずカントール数でない数が存在する

が成り立つ:164-165。

## 変種

### スミス–ヴォルテラ–カントール集合
カントール集合を作る過程において、任意の小区間から中央の 1/3 を取り除くことを繰り返す代わりに、中央からもっと別の固定した割合 (0%から100%の間) で取り除くことを繰り返すこともできる。区間の中央 8/10 を取り除くようにした場合、できあがるのは十進展開の各桁が 0 と 9 のみで書ける [0, 1] の数全体から成す集合という極めて分かりやすいものになる。
各段階において取り残す小区間の割合を徐々に小さくしていくことにより、カントール集合に同相で正のルベーグ測度を持ち、それでもなお至る所疎であるような集合を構成することができる。例はスミス–ヴォルテラ–カントール集合の記事を見よ。

### 確率的カントール集合
自然界のフラクタルは瞬く間に表れるというよりも、選択の自由を享受するように適度なランダムさを伴いつつ時々刻々と発展していくものである。小区間を等間隔ではなくランダムな間隔で分割するように、カントール集合の構成を修正することを考えよう。ついでに、時間経過を考慮するために、各段階で操作できるすべての区間を分割していたのを、その中の一つのみを分割するようにする。この確率的三進カントール集合の場合は、そのできあがりの集合を以下の遅延方程式 {\displaystyle {\partial c(x,t) \over \partial t}=-{x^{2} \over 2}c(x,t)+2\int _{x}^{\infty }(y-x)c(y,t)\,dy} によって記述できる。また確率的二進カントール集合に対しては {\displaystyle {\partial c(x,t) \over \partial t}=-xc(x,t)+(1+p)\int _{x}^{\infty }c(y,t)\,dy} と書ける。ただし、c(x, t)dx は長さが x から x + dx の間にある区間の数を表している。確率的三進カントール集合のフラクタル次元は {\displaystyle 0.5616} と通常の決定論的三進カントール集合の {\displaystyle 0.6309} より小さい。確率的二進カントール集合の場合、フラクタル次元は p で、これもまた決定論的の場合の {\displaystyle \ln(1+p)/\ln 2} より小さい。確率的二進カントール集合の場合における、c(x, t) に対する解は動的スケーリングを示し、その解は十分時間を経た極限で {\textstyle t^{-(1+d_{f})}e^{-xt}} となる。ただし確率的二進カントール集合のフラクタル次元を df = p と置いた。いずれの場合も、三進カントール集合同様に、確率的二進または三進カントール集合の df-次モーメント ({\textstyle \int x^{d_{f}}c(x,t)dx={\text{constant}}}) は保存量となる。

### カントールの塵

カントールの立方体が再帰的にカントールの塵になっていく過程

カントールの塵は、カントール集合の有限個のコピーの直積集合として得られる、カントール集合の高次元版で、それ自身はカントール空間を成す。カントール集合と同様に、カントールの塵は測度 0 である:46。
|  |  |

これと異なるカントール集合の二次元版としてシェルピンスキーのカーペットは、正方形を九つの小正方形に分割し、中央の一つを取り除くものである。もちろん、取り残った正方形もさらに九分割して真ん中を取り除き、さらにそのような操作を無限に繰り返す。これの三次元版がメンガーのスポンジである。

## 注